# تباين ليجت–جارج
تباين ليجت–جارج الذي تم تسميته باسم أنتوني جيمس ليجت و أنوبام جارج، هو تباين رياضي منجز بواسطة جميع النظريات الفيزيائية الجهرية الواقعية. هنا، الجهرية الواقعية (العيانية الواقعية) هي الرؤية الكونية الكلاسيكية التي يحددها الربط بين فكرتين:
1. الجهرية الواقعية في حد ذاتها: "الكائن الماكروسكوبي، الذي يتوفر لديه حالتان مختلفتان أو أكثر ظاهريا، في أي وقت محدد في حالة محددة من تلك الحالات."
2. القياسات غير الباضعة: "من الممكن من حيث المبدأ تحديد أي من هذه الحالات يكون النظام بدون أي تأثير على الحالة نفسها، أو على ديناميكيات النظام اللاحقة.

## في ميكانيكا الكم
في ميكانيكا الكم، ينتهك تباين ليجت–جارج، وهذا يعني أنه لا يمكن فهم تطور زمن النظام بشكل كلاسيكي. الوضع مشابه لانتهاك تباينات بيل في تجارب اختبار بيل التي تلعب دورا هاما في فهم طبيعة مفارقة أينشتاين–بودولسكي–روزين. هنا يلعب التشابك الكمومي دورا رئيسيا. يستبعد انتهاك تباينات بيل محليا نظريات المتغير المخفي التي تحاول استعادة الواقعية بمعنى أنه يمكن ضمان دقة النتيجة في قياس واحد باستخدام متغير تكميلي جنبا إلى جنب مع الدالة الموجية والتي لا يمكن الحصول عليها في معيار تفسير كوبنهاغن لميكانيكا الكم في صيغها المختلفة.
فضلاً عن اعتراض آينشتاين المشهور "الله لا يلعب النرد" اعتراضه على ميكانيكا الكم، كان هناك اعتراض أساسي على أن أينشتاين لا يزال قائماً بأن القمر لا يزال موجودًا عندما لا ينظر إليه أحد. إذا كان من الممكن إثبات انتهاك تباين ليجت–جارج على المستوى الماكروسكوبي، فإن هذا من شأنه أن يتحدى حتى هذا المفهوم الواقعي.